# 음성 나들목
음성 나들목(Eumseong IC)은 충청북도 음성군 금왕읍 육령리에 설치된 평택제천고속도로의 10번 교차로이다. 음성읍내와는 약 9km, 금왕읍내와는 약 6km 정도 떨어져 있다. 건설 당시 가칭은 북음성 나들목이었다.

## 연혁
- 2007년 2월 6일 : 나들목 신설을 위해 음성군 도시계획구역 교통광장에 금왕읍 육령리, 음성읍 사정리 일원을 북음성 나들목으로 고시[1]
- 2013년 8월 12일 : 평택제천고속도로 대소 ~ 충주 구간 개통에 따라 음성 나들목으로 영업 개시[2]

## 구조물 정보
- 위치: 충청북도 음성군 금왕읍 육령리
- 영업소: 충청북도 음성군 금왕읍 생음대로 1000-67

## 접속하는 도로
- 국도 제37호선 (생음대로)
- 간접 연결 : 국가지원지방도 제82호선 (대금로, 무극 교차로 이용)

## 교통량 정보
| 요금소        | 통행량 (대/일) | 통행량 (대/일) | 통행량 (대/일) | 통행량 (대/일) | 통행량 (대/일) | 통행량 (대/일) | 통행량 (대/일) | 통행량 (대/일) | 통행량 (대/일) | 통행량 (대/일) | 각주  |
| 요금소        | 2002년         | 2003년         | 2004년         | 2005년         | 2006년         | 2007년         | 2008년         | 2009년         | 2010년         | 2011년         | 각주  |
| ------------- | -------------- | -------------- | -------------- | -------------- | -------------- | -------------- | -------------- | -------------- | -------------- | -------------- | ----- |
| 음성 (폐쇄식) | 미개통         | 미개통         | 미개통         | 미개통         | 미개통         | 미개통         | 미개통         | 미개통         | 미개통         | 미개통         | [ 3 ] |
| 요금소        | 2012년         | 2013년         | 2014년         | 2015년         | 2016년         | 2017년         | 2018년         | 2019년         |                |                | [ 3 ] |
| 음성 (폐쇄식) | 미개통         | 2,319          | 2,592          | 3,658          | 4,277          | 4,509          | 4,651          | 4,836          |                |                | [ 3 ] |

## 사진

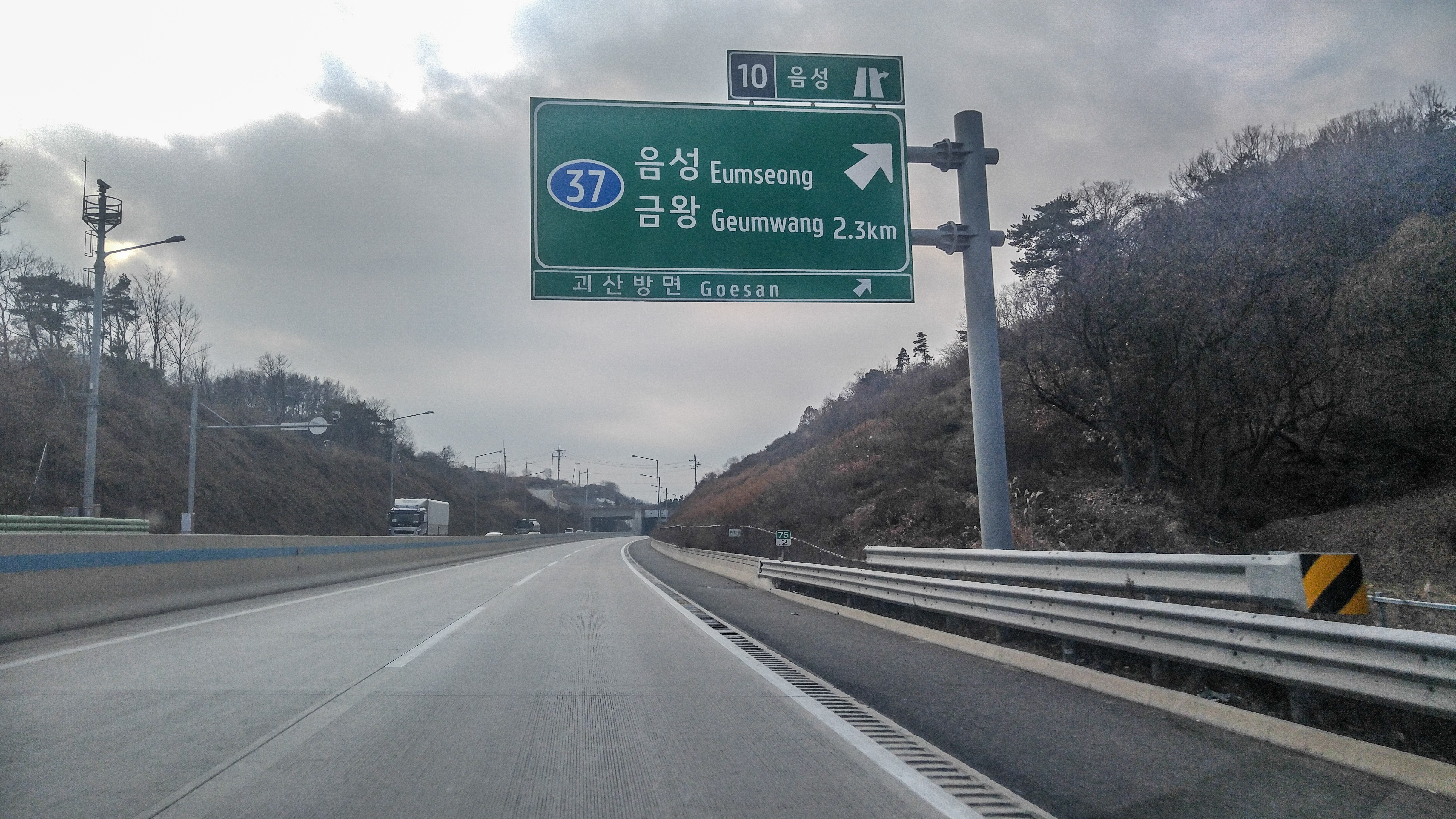
2.3km 표지판 (평택 방면)
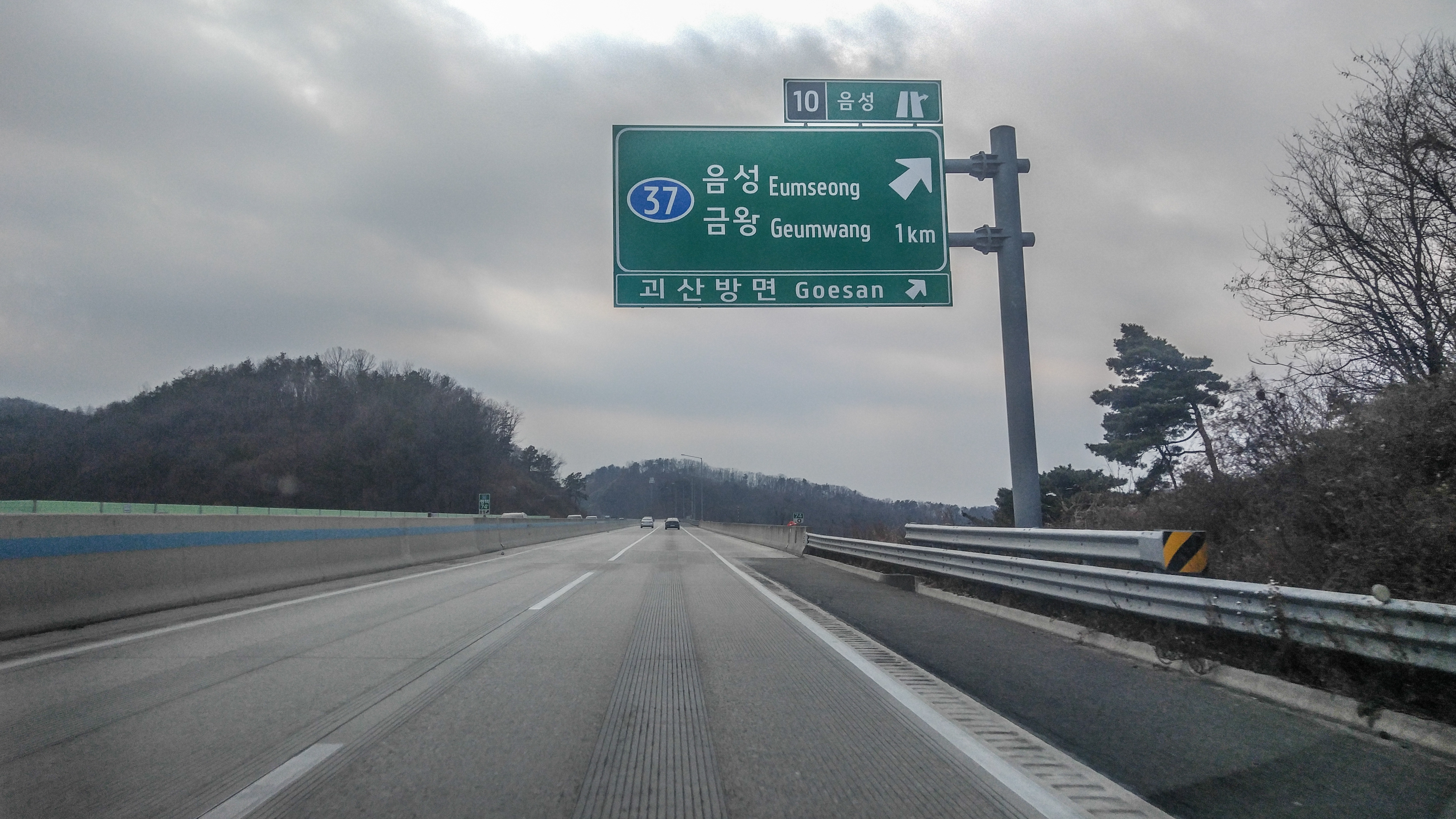
1km 표지판 (평택 방면)
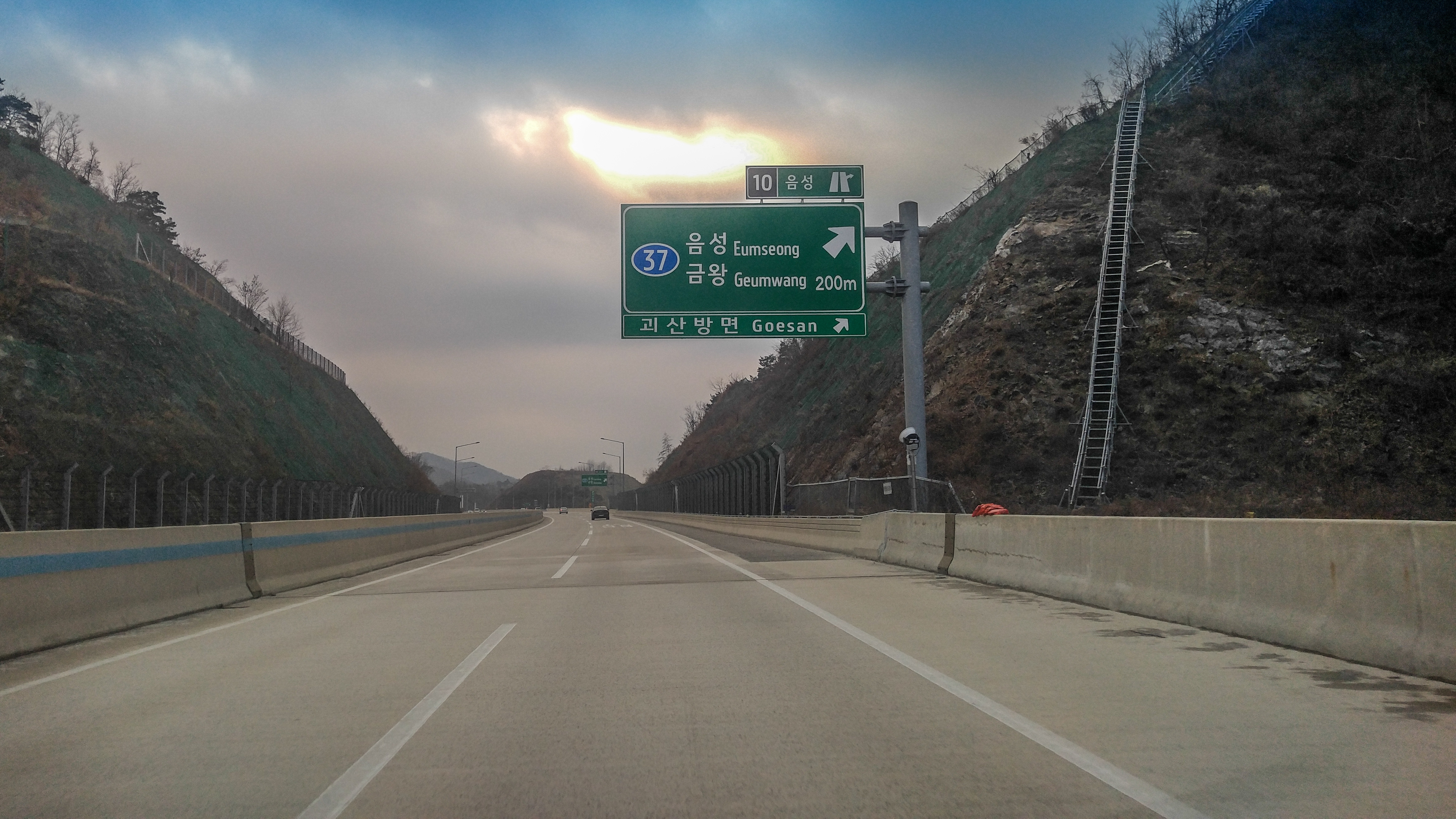
200m 표지판 (평택 방면)
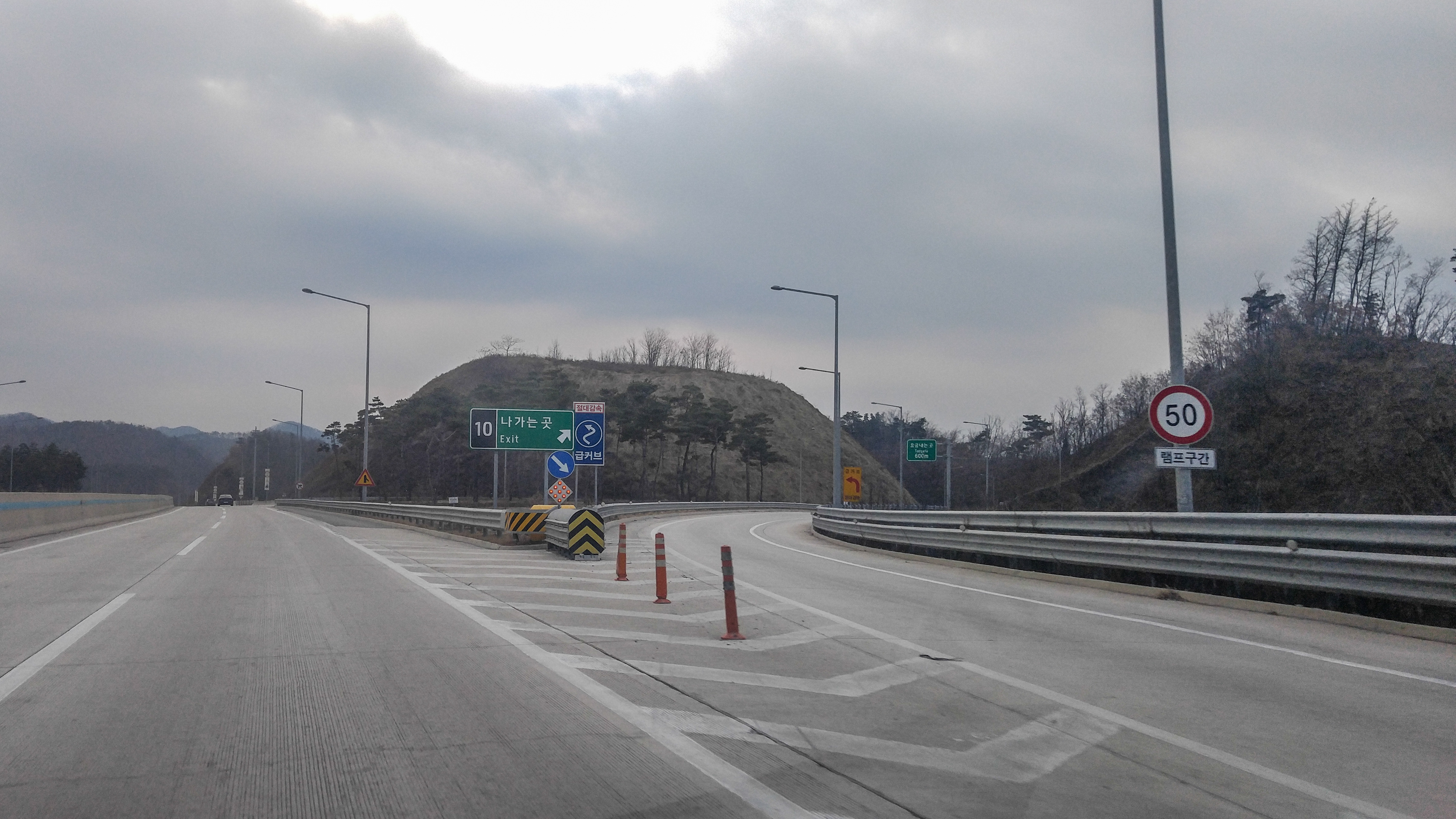
출구 (평택 방면)
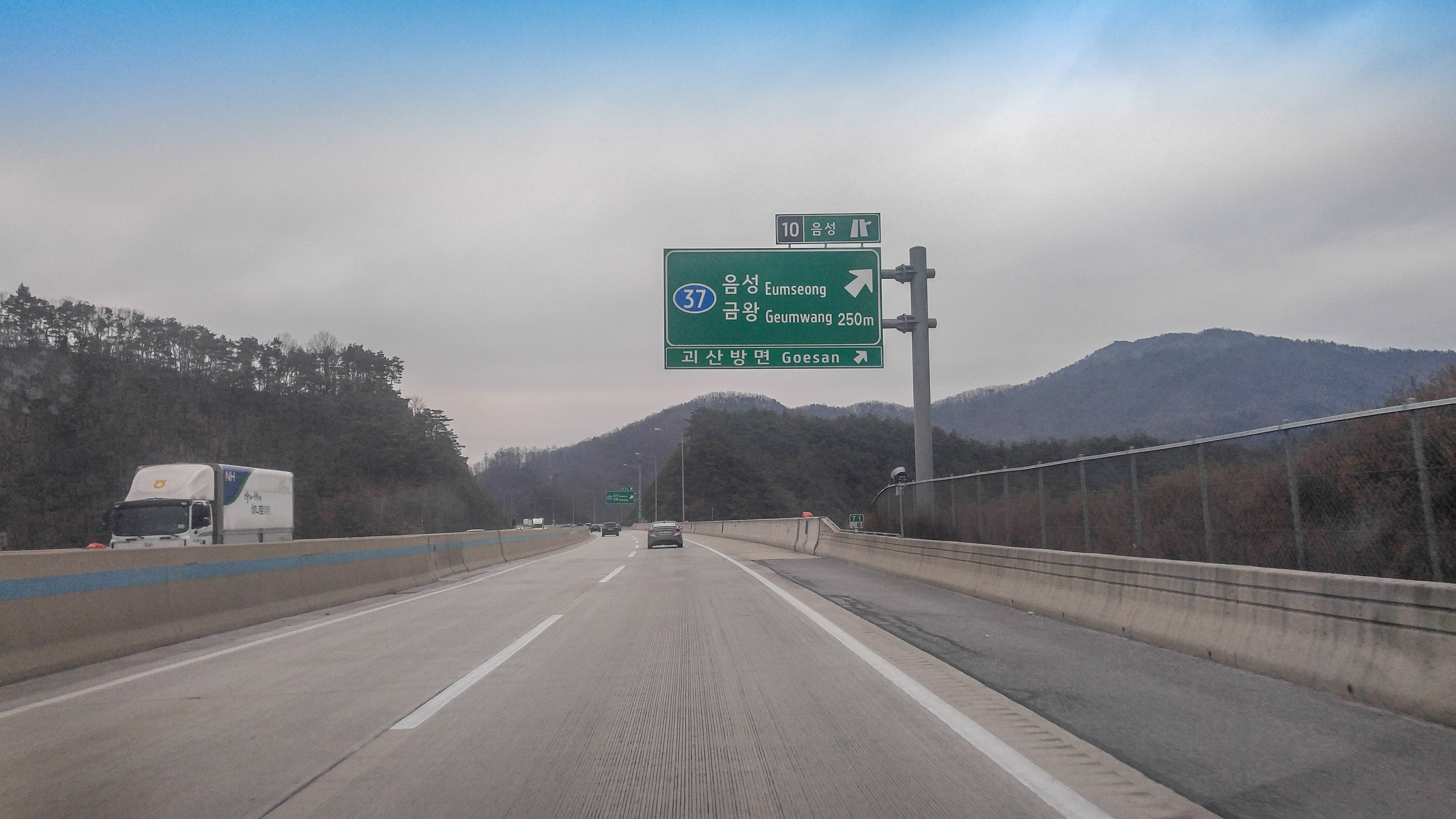
250m 표지판 (제천 방면)
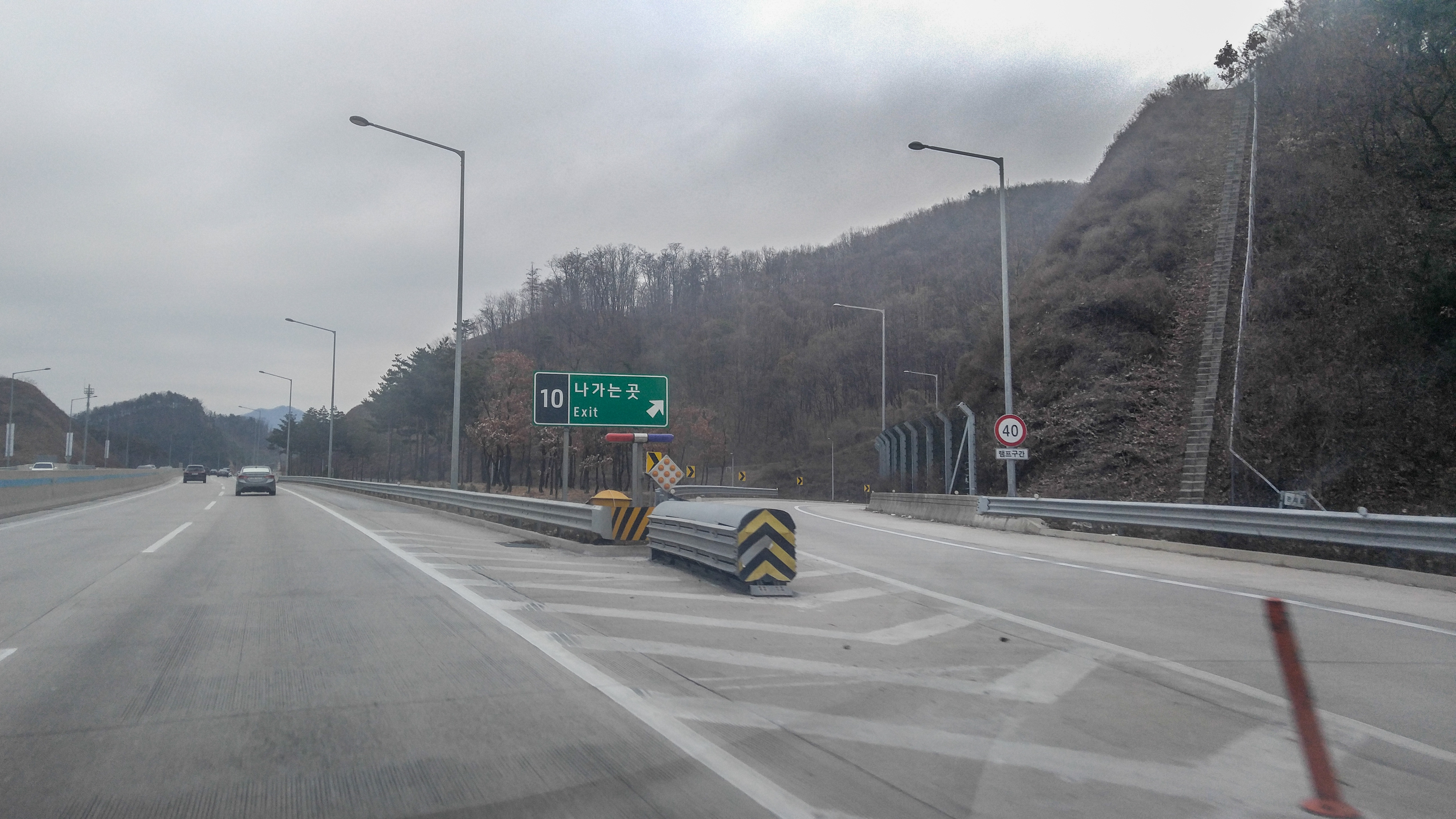
출구 (제천 방면)